# Heinrich Brost
Heinrich „Hanke“ Brost (* 16. Dezember 1899; † 16. Februar 1960) war ein schwedischer Fußballspieler, -trainer und -funktionär. Er bestritt zwischen 1921 und 1928 drei Länderspiele für die schwedische Nationalmannschaft.

## Werdegang
Brost spielte zwischen 1917 und 1932 für IFK Malmö. 1920 debütierte er für den Klub in der Svenska Serien, vier Jahre später qualifizierte er sich mit dem Verein für die Allsvenskan als neuer landesweiter Spielklasse. In der Spielzeit 1925/26 stieg er mit der Mannschaft aus der Eliteserie ab, nach zwei Jahren kehrte sie nach Erfolgen über Redbergslids IK wieder in die Allsvenskan zurück. Im Herbst 1931 bestritt er sein letztes Pflichtspiel für den Verein. Insgesamt bestritt er 171 Ligaspiele für den Klub, in denen er 94 Tore erzielte. Davon entfallen 49 Tore auf 95 Allsvenskanspiele.
1921 berief das Auswahlkomitee des Svenska Fotbollförbundet Brost erstmals als Auswahlspieler in die schwedische Nationalmannschaft, bei der 1:3-Niederlage gegen Österreich im Juli des Jahres debütierte er für seine Farben. 1926 kam er gegen Deutschland zu einem weiteren Einsatz. Sein letztes Länderspiel bestritt er im Juni 1928 gegen Norwegen, als er im Rahmen der Nordischen Fußballmeisterschaft beim 6:1-Sieg an der Seite von Sven Rydell, Harry Lundahl, Tore Keller und Knut Kroon die Angriffsreihe bildete.
Nach seinem Karriereende war er zwischen 1937 und 1939 Trainer von IFK Malmö, dabei führte er den zwischenzeitlich in die Drittklassigkeit abgerutschten Klub wieder in die zweite Liga. Zwischen 1935 und 1944 saß er zudem im Vorstand des Vereins.
Über das weitere Leben Brosts – insbesondere auch abseits des Fußballplatzes – ist derzeit nichts bekannt.